# Madison Heights (Virginia)
Madison Heights es un lugar designado por el censo situado en el estado de Virginia, en Estados Unidos. Pertenece al Condado de Amherst. En el año 2000 tenía 11.584 habitantes en una superficie de 50.6 km², con una densidad poblacional de 231.9 personas por km².

## Geografía
Madison Heights se encuentra ubicado en las coordenadas 37°26′22″N 79°7′2″O / 37.43944, -79.11722. Según la Oficina del Censo, el CDP tiene un área total de 50.6 km² (19.5 sq mi), de la cual 49.9 km² (19.3 sq mi) es tierra y 0.7 km² (0.3 sq mi) (1.28%) es agua.

## Demografía
Según la Oficina del Censo en 2000, los ingresos medios por hogar en el CDP eran de $32.359, y los ingresos medios por familia eran $39.415. Los hombres tenían unos ingresos medios de $30.340 frente a los $22.009 para las mujeres. La renta per cápita para el CDP era de $15.589. Alrededor del 7.2% de las familias y el 9.2% de la población estaban por debajo del umbral de pobreza.